# ساتراپ

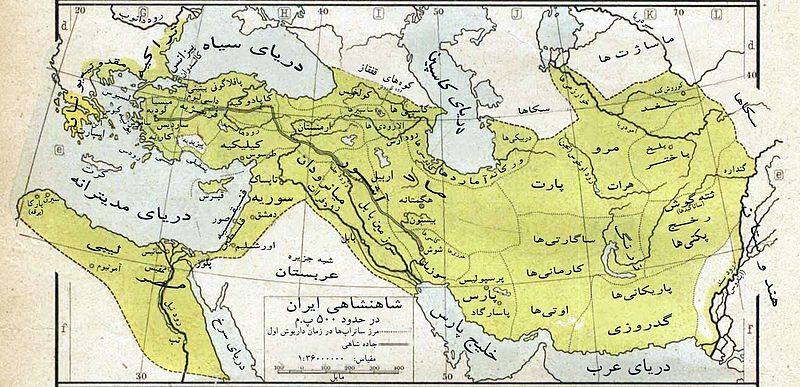
شَهرَبی‌های شاهنشاهی هخامنشی

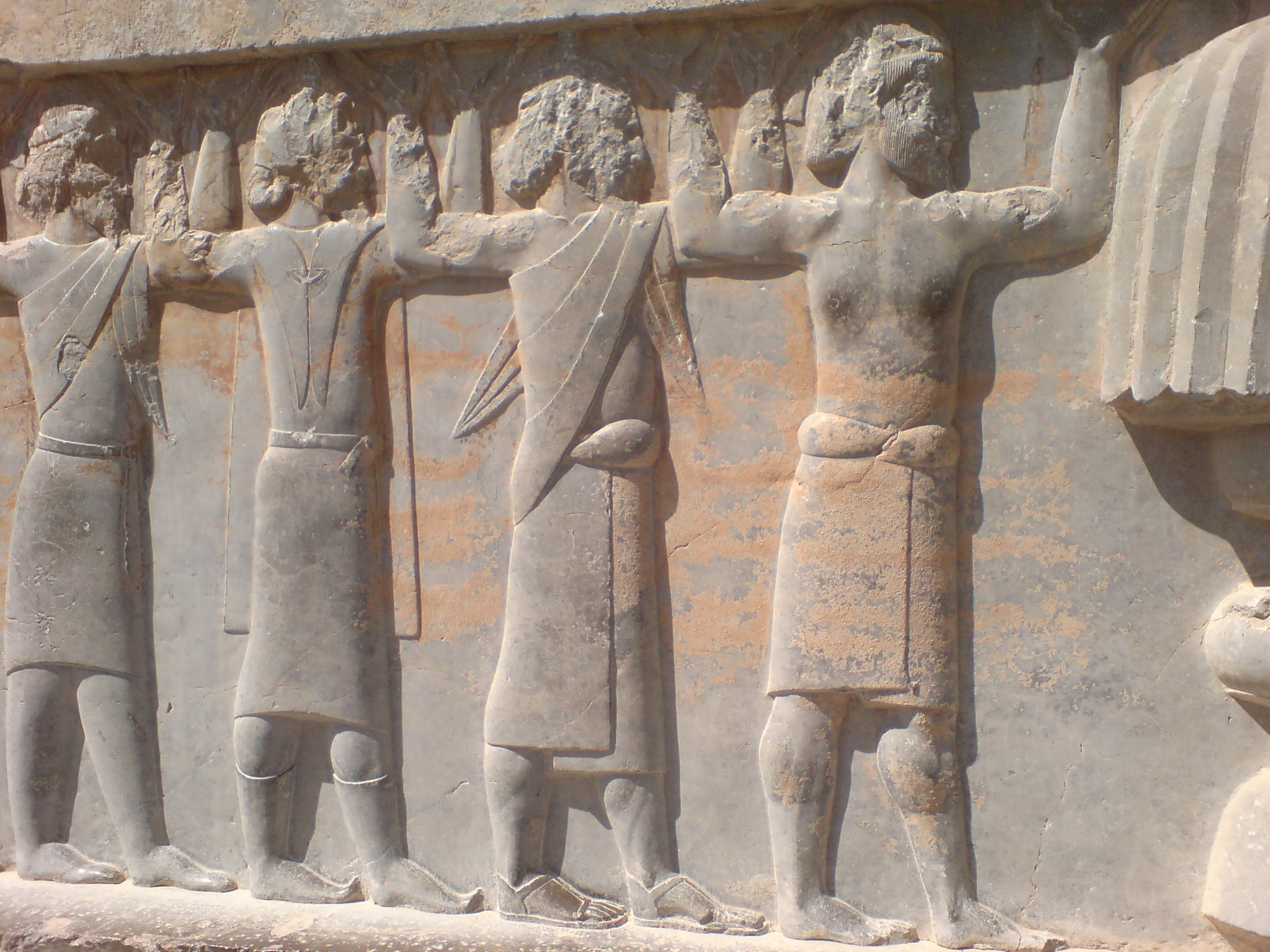
شَهرَب‌های شاهنشاهی هخامنشی

ساتراپ یا شَهرَب یا شهربان(به پارسی باستان: 𐎧𐏁𐏂𐎱𐎠𐎺𐎠 / xšaθrapāwn)، به معنای نگهبان شهر (قلمرو)، فرماندار یا استاندار یکی از بخش‌های شاهنشاهی هخامنشی گفته می‌شد. ساتراپ یونانی‌شدهٔ واژهٔ خْشَثْرَپاون است که در پارسی نو به شکل‌های شَهرَب و شَهربان درآمده است.
در کنار هر ساتراپ، یک فرمانده که عهده‌دار نظامیان هخامنشی مستقر در ساتراپی و یک دستیار، به ساتراپی اعزام می‌شدند. وظیفه فرمانده سپاهیان این بود تا کنترل نظامیان از دست ساتراپ‌ها خارج باشد و امکان شورش به حداقل برسد. وظیفهٔ دستیار مدیریت مالیات و خراج به دولت مرکزی بود. در کنار این اقدامات، مأموران مخفی نیز به ایالت‌های شاهنشاهی فرستاده می‌شدند تا بر عملکرد ساتراپ‌های اعزامی نظارت داشته باشند و در صورت نیت ساتراپ‌ها برای شورش، به دربار و شاهنشاه اطلاع بدهند. این مأموران به «چشم و گوش شاه» مشهور بودند.

## ریشه‌شناسی
واژهٔ خْشَثْرَپاون از پارسی باستان، در پهلوی شَترپان و در زبان پارسی نو به شکل شَهربان و شَهرَب درآمده است که این واژه در زبان یونانی به ساتراپ تبدیل شده است. شهربان به چم (معنی) استاندار به کار می‌رفته است و واژهٔ عربی شرطة به معنی شهربان و پلیس از همین واژهٔ پهلوی «شَتر» به معنی «شهر» گرفته شده است. شرطة همچنین نام بخشی از شهر بغداد است.
اسکندر و سلوکوس یکم (۳۱۲–۲۸۱ پیش از میلاد) جانشین او نیز سرزمین‌های خود را به شهربانی‌های فراوانی بخش کرده بودند. سرزمین‌های سلوکوس ۷۲ بخش بودند و وی برای هر کدام یک شهربان برگمارد ولی شهربانی‌های او کوچک‌تر از شهربانی‌های هخامنشی و اسکندر بوده‌اند.

## در دوران سلوکیان
از سال ۳۳۰ تا ۳۲۸ پیش از میلاد شماری از ایرانیان توسط اسکندر به عنوان ساتراپ گمارده می‌شوند و برخی از فرماندهان ایرانی در ارتش اسکندر مشغول به کار می‌گردند. به این ساتراپ‌ها فَرَتَرَکه گفته می‌شد.